# Pałac w Kamieniu Śląskim
Pałac w Kamieniu Śląskim – zabytkowy pałac w Kamieniu Śląskim, przy ul. Parkowej 1. 
Obecnie mieści się w nim sanktuarium św. Jacka, które cieszy się dużą sławą wśród turystów i pielgrzymów.
Nad bocznym wejściem we wschodniej elewacji w półkoliście zwieńczonym ryzalicie znajdują się herby właściciela von Larisch (po lewej) i jego żony von Strachwitz (po prawej) umieszczone w kartuszu z rokiem 1779.
Patronem sanktuarium jest św. Jacek Odrowąż, który urodził się w pałacu w 1183 r. Jego herb znajduje się nad wejściem do kaplicy.
Pięć wieków później rodzina von Larischów w 1779 przebudowała średniowieczną warownię w barokowy pałac, a komnatę, w której miał narodzić się najsławniejszy z Odrowążów, przeznaczyła na kaplicę. Od początku XVIII w. do sanktuarium św. Jacka w Kamieniu Śląskim, co roku przybywały tysiące pielgrzymów.

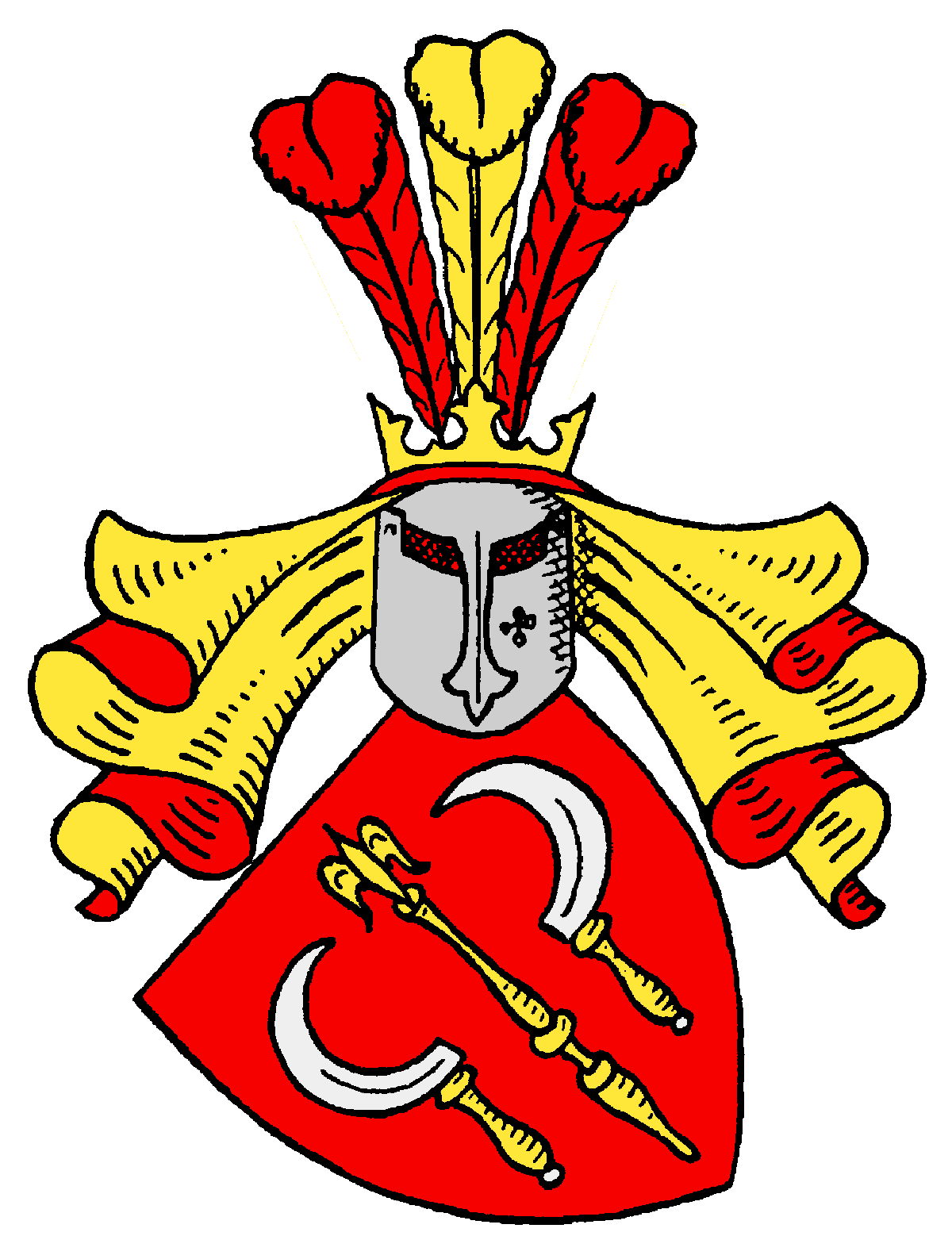
Herb rodziny von Larisch
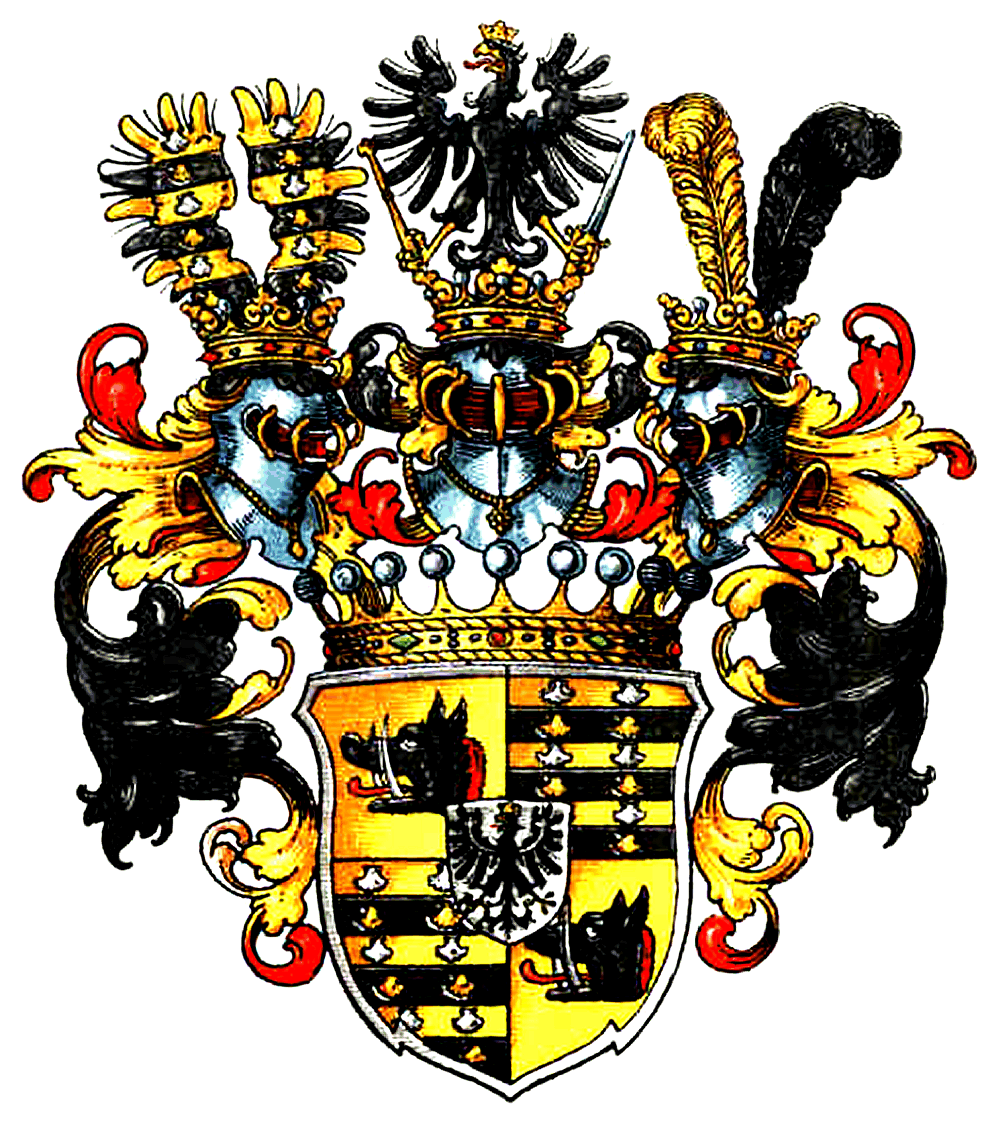
Herb rodziny von Strachwitz
Herb  Odrowąż. Kaplica św. Jacka